# Volker Bruch
Volker Bruch (født 9. marts 1980) er en tysk fjernsyns- og filmskuespiller. Han er bedst kendt internationalt for sin hovedrolle som Wilhelm Winter i tv-dramaserien Vores mødre, vores fædre (2013) og som kommissær Gereon Rath i tv-serien Babylon Berlin (2017).

## Tidligt liv
Bruch blev født i 1980 i Vesttyskland som barn af en tysk far og en østrigsk mor. Han voksede op i München med fem søskende. Han begyndte at spille skuespil i sine skoleår, og efter han blev færdig i gymnasiet valgte han at studere scenekunst på Max Reinhardt Seminar i Wien, Østrig. Under sit studie valgte han at specialisere sig til fjernsyn og film i stedet for til teateret. På det tidspunkt medvirkede han i sine første tv-udsendelser.

## Karriere
Bruch brugte starten af sin karriere på primært at spille mindre roller i tyske fjernsyns- og filmproduktioner. I 2008 spillede han med i flere film inklusive den franske film Female Agents, den engelsksprogede tyske biografiske film The Red Baron som Oberleutnant Lothar Freiherr von Richthofen, den Oscar-nominerede tyske film Baader-Meinhof komplekset som Stefan Aust, samt den Oscar-vindende amerikanske film The Reader.
Bruch havde flere små biroller i perioden efter sin gennembrudsrolle i den populære tyske miniserie Vores mødre, vores fædre fra 2013. hvor han spillede en af de fem protagonister. Han blev nomineret til en Deutscher Fernsehpreis for sin præstation, og han modtog en specialpris for Ensemble Cast ved Bayerischer Fernsehpreis i 2013.
Efter Vores mødre, vores fædre medvirkede Bruch i en række forskellige film- og tv-produktioner frem til 2017, hvor han blev castet til Babylon Berlin. I Babylon Berlin spiller Bruch hovedrollen som politikommissær Gereon Rath, der undersøger en række forbrydelser i Weimarrepublikkens Berlin. De første to sæsoner blev udgivet i rap i efteråret 2017 og en tredje sæson blev annonceret til at have præmiere i efteråret 2019. Babylon Berlin viste sig at blive enormt populær i Tyskland samt blandt det internationale publikum, hvilket gjorde Bruch internationalt berømt. Han bliver betragtet som en af Tysklands kommende store stjerner. I 2018 modtog han prisen Goldene Kamera for sin præstation og han deler en Grimme-Preis med resten af holdet bag serien.
I 2018 spillede han en rolle i den amerikanske film The Girl in the Spider's Web og han filmede den tyske produktion Rocca verändert die Welt.

## Privatliv
Bruch bor i Berlin sammen med partner Miriam Stein. sammen har de et barn fra 2017. Bruch mødte Stein i 2009 på settet til filmen Young Goethe in Love. Senere medvirkede de begge i Generation War (2013).
Bruch taler både engelsk og tysk.

## Udvalgt filmografi
- Baader-Meinhof komplekset (2008)
- The Reader (2008)
- Female Agents (2008)
- The Red Baron (2008)
- Young Goethe in Love (2010)
- Nanga Parbat (2010)
- Westwind (2011)
- Tour de Force (2014)
- Treasure Guards (2011, tv-film)
- Vores mødre, vores fædre (2013, tv-miniserie)
- Babylon Berlin (2017, tv-serie)
- The Girl in the Spider's Web (2018)